# Nieuwe-Wetering (Utrecht)
Nieuwe Wetering is een buurtschap behorende tot de Nederlandse gemeente De Bilt, in de provincie Utrecht. Het ligt bij de oprit van de A27 aan het begin van de N234.
Dorpen: Bilthoven · De Bilt · Groenekan · Hollandsche Rading · Maartensdijk · Westbroek

Gehuchten: Achterwetering · Achttienhoven · Blauwkapel (deels) · Nieuwe-Wetering

Utrecht · Plaatsen in de provincie      Nederland · Provincies · Gemeenten